# برقوق ياباني
البُرقُوق الياباني أو البُرقُوق الصيني (الاسم العلمي: Prunus salicina) هو شجرة نفضية صغيرة موطنها الصين، يُزرع أيضًا في بساتين الفاكهة في فيتنام وكوريا واليابان وفلسطين والولايات المتحدة وأستراليا.

## معرض الصور

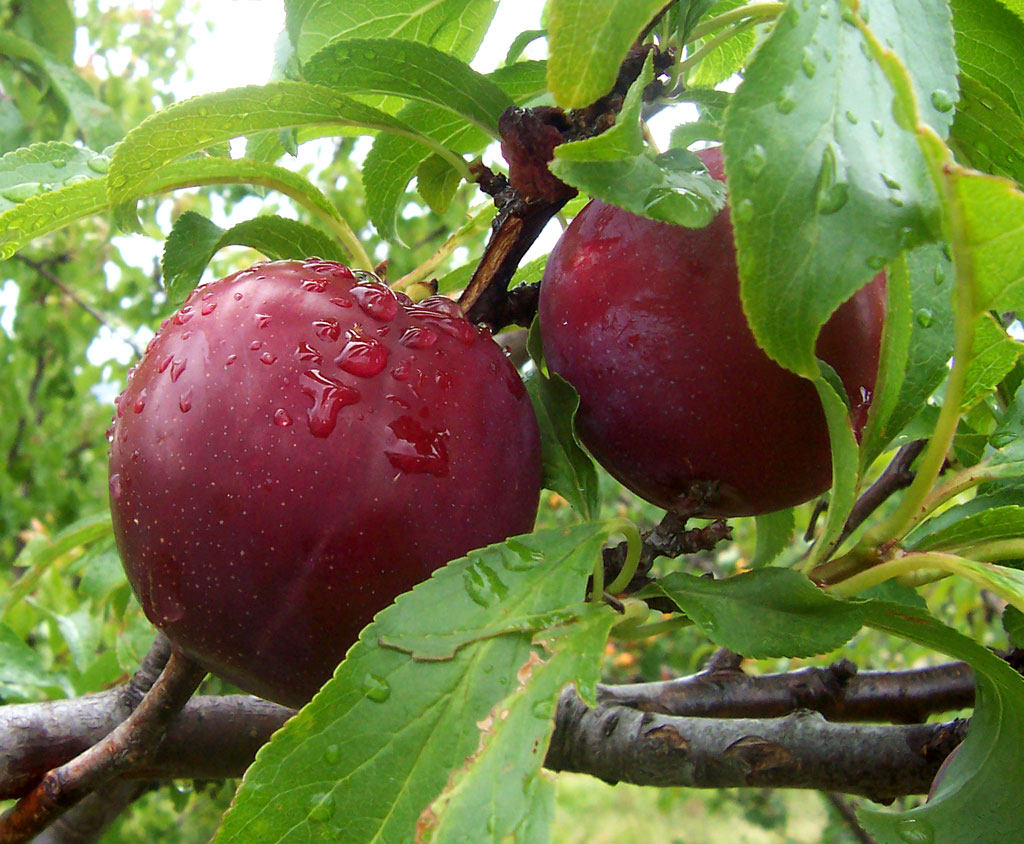
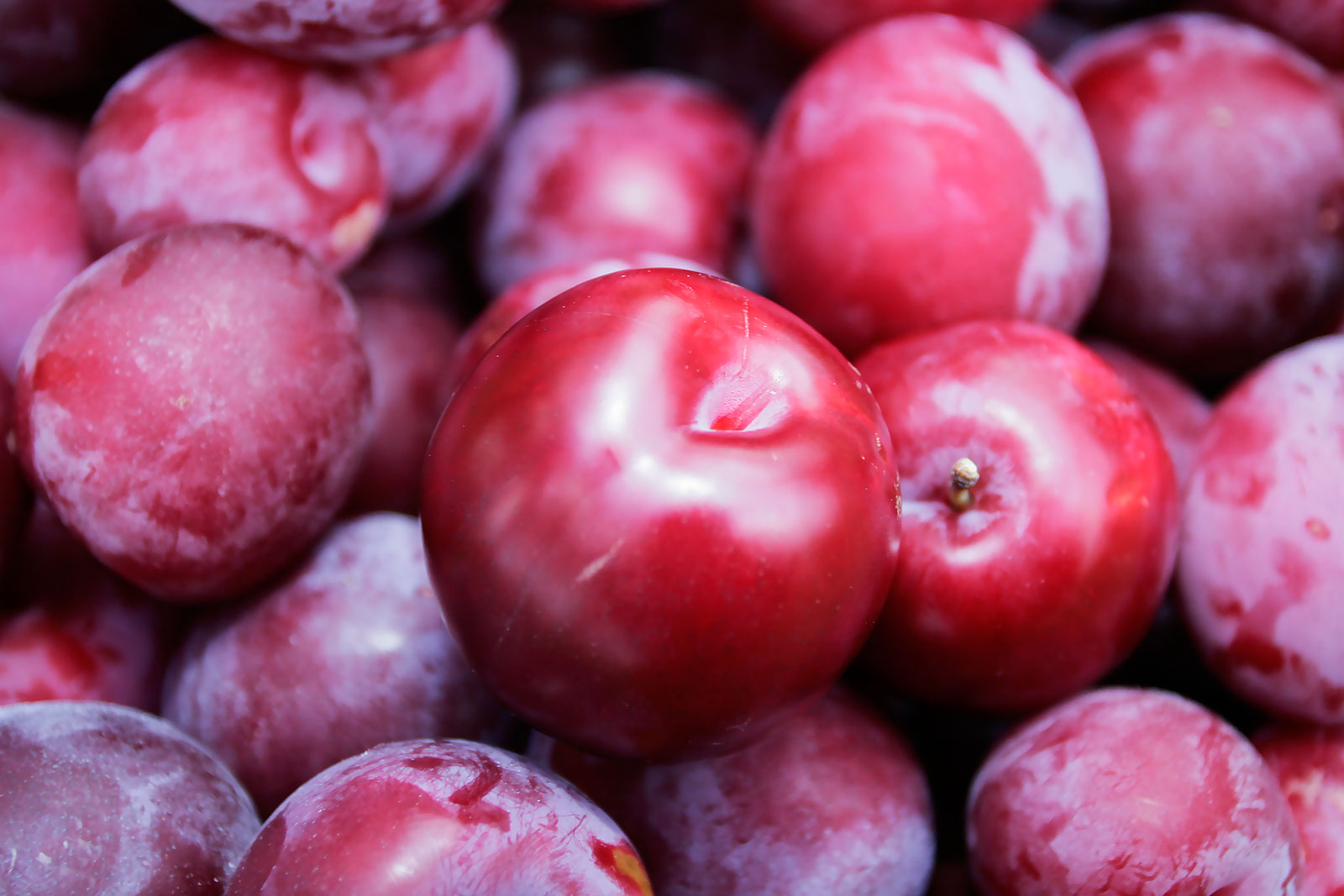
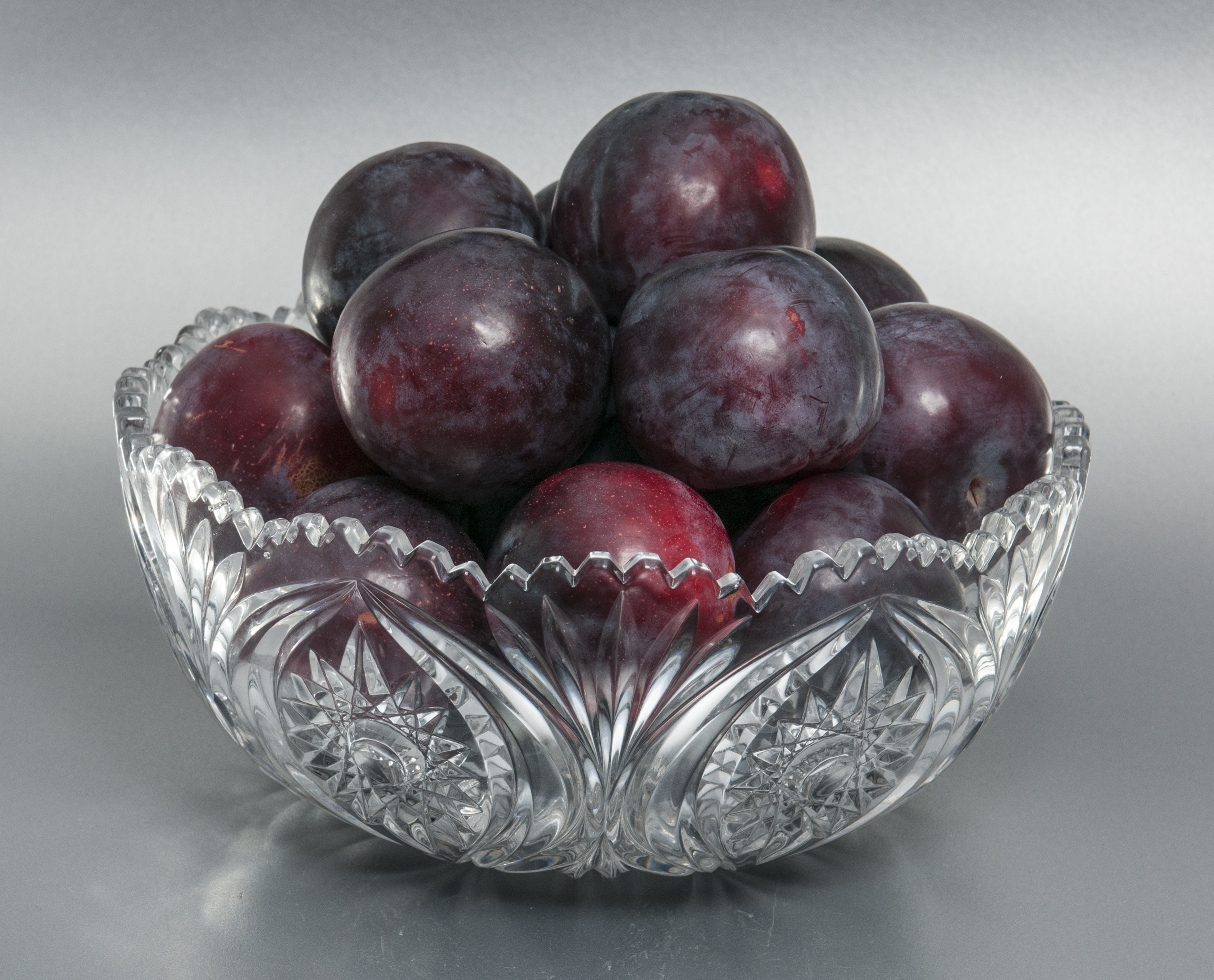
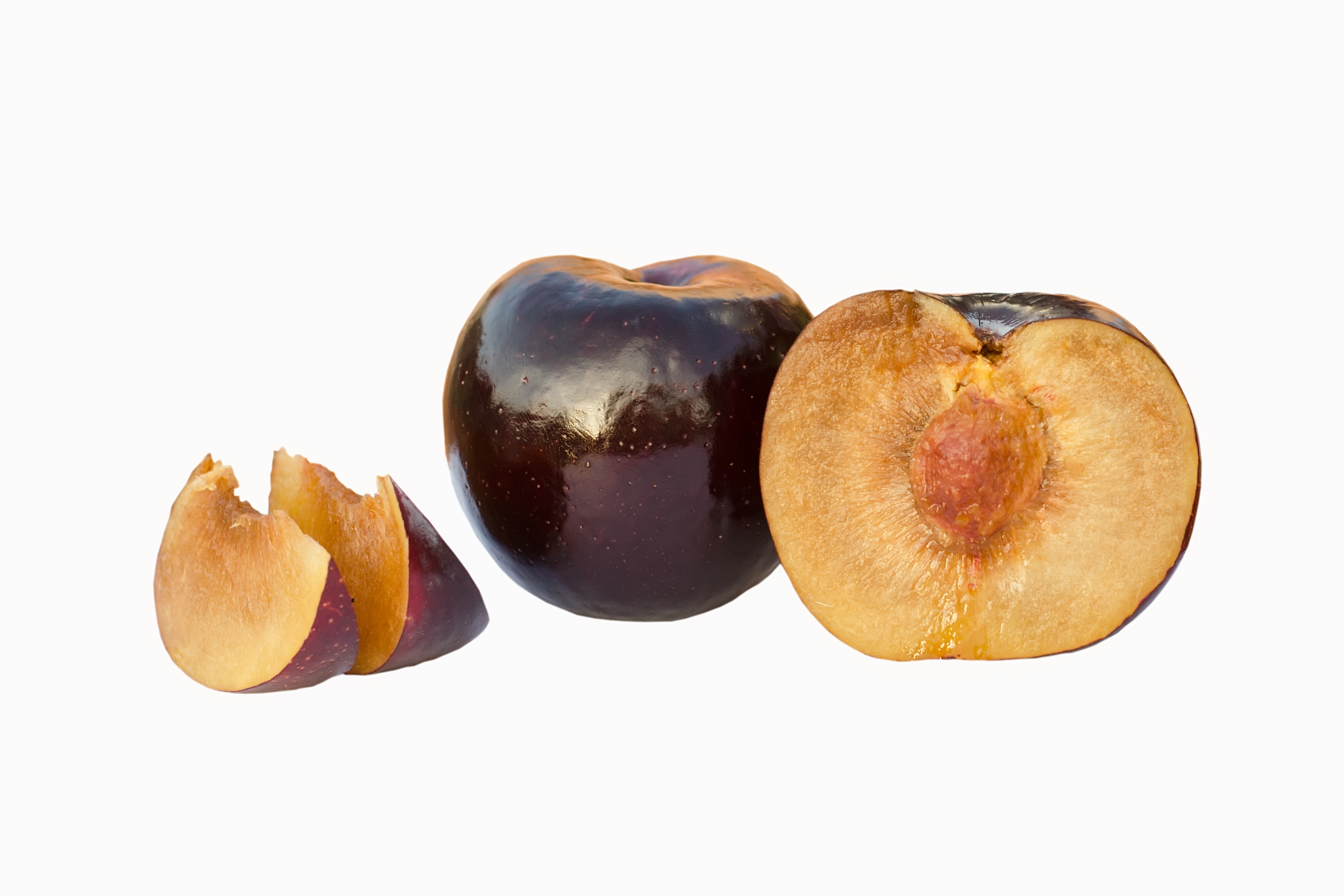
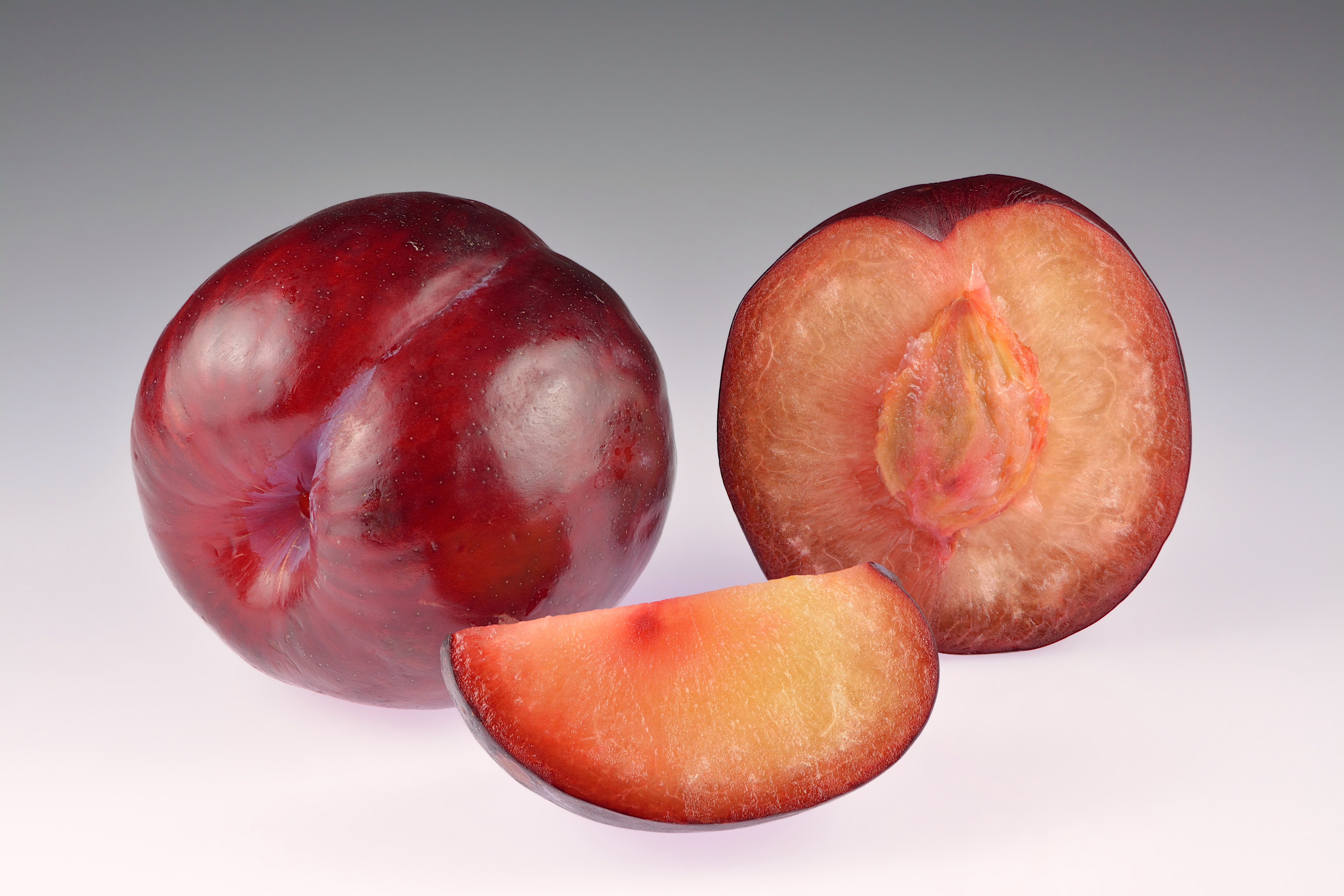

## روابط خارجية
- Prunus salicina على موقع نباتات من أجل المستقبل (Plants for a Future).
- Prunus gymnodonta على موقع نباتات من أجل المستقبل (Plants for a Future).
- ibiblio.org - Prunus salicina
- U.Melb-AU: Sorting Prunus names